# 東京都立杉並高等学校
東京都立杉並高等学校（とうきょうとりつすぎなみこうとうがっこう）は、東京都杉並区成田西に所在する東京都立高等学校。

## 沿革
- 1953年 - 東京都立杉並高等学校として開校。
- 1963年 - 定時制を設置。
- 1967年 - 学校群制度導入、旧第三学区内で豊多摩高校・荻窪高校と33群を組む。
- 1982年 - グループ合同選抜制度導入、第三学区31グループとなり、現校舎が完成。
- 1994年 - 単独選抜制度導入。
- 2003年 - 創立50周年記念式典挙行。
- 2010年 - 定時制閉科。
- 2015年 - 中堅校における学習指導・進路指導に関するモデル校に指定された。

## 交通
出典 : 
電車
- JR中央線阿佐ケ谷駅より徒歩15分
- 東京メトロ丸ノ内線南阿佐ケ谷駅より徒歩7分

バス
| 運行事業者 | 乗車駅     | 系統         | 下車停留所                    |
| ---------- | ---------- | ------------ | ----------------------------- |
| 関東バス   | 阿佐ケ谷駅 | 阿02・阿05   | 「杉並都税事務所前」、徒歩7分 |
| 西武バス   | 荻窪駅     | 荻15・荻15-2 | 「杉並都税事務所前」、徒歩7分 |

## 部活動
- 吹奏楽部が実力を持っており、部員数は全盛期では約160名いたが、2015年現在では約120名在籍している。
  - 2004年に全日本吹奏楽コンクールに出場して銅賞を受賞。東京都吹奏楽コンクールでは金賞を多数受賞している。全日本アンサンブルコンテストにおいて、フルート8重奏が銀賞・銅賞を多数受賞している。全日本高等学校吹奏楽大会in横浜や、全日本高等学校選抜吹奏楽大会in浜松でのグランプリ受賞経験もある。全日本高等学校吹奏楽大会in横浜には第1回目からシード権で連続して出場している。

## 著名な出身者

### 法曹
- 長田正寛（弁護士、日本弁護士連合会副会長）
- 木村晋介（弁護士、青年法律家協会事務局長）

### 学術
- 岩淵聡文（文化人類学者、海洋考古学者、東京海洋大学教授）

### 実業
- 木村弘毅（ゲームプロデューサー、MIXI代表取締役社長）
- 日枝久（実業家、フジサンケイグループ代表、フジテレビジョン元代表取締役社長・会長）

### 音楽
- 佐久間正英（音楽プロデューサー）
- 大場俊一（ピアニスト）
- 鈴木良雄（ジャズベーシスト）
- 王様（ミュージシャン）
- 木住野佳子（ジャズピアニスト）
- 三谷泰弘（ミュージシャン）
- 大塚勇里（ミュージシャン、かげぼうしのギター・ボーカル）
- 上原潤之助（三味線奏者）
- 小林賢一郎（ピアノ調律師、ピアノインストラクター）

### 芸能
- 丹波義隆（俳優、丹波哲郎の長男）
- ミチ・ヤマト（俳優、スタントマン）
- 田中真弓（声優）
- 松本まりか（女優）

### スポーツ
- 岩渕良太（サッカー選手）
- 籾木結花（サッカー選手）
- ディサロ燦シルヴァーノ（サッカー選手）

### その他
- 阿藤芳樹（鑑定士）
- 神舘和典（ジャーナリスト）
- 小林誠（モデラー、メカデザイナー）
- 岡本翔子（心理占星術研究家・エッセイスト）
- 寺島靖国（ジャズ評論家）
- 川瀬俊二（建築家）
- 三潴末雄（画廊経営者、ミヅマアートギャラリー代表 ）
- 山口剛（元日本テレビプロデューサー）